# Catasetum planiceps
Catasetum planiceps är en orkidéart som beskrevs av John Lindley. Catasetum planiceps ingår i släktet Catasetum och familjen orkidéer. Inga underarter finns listade i Catalogue of Life.

## Bildgalleri

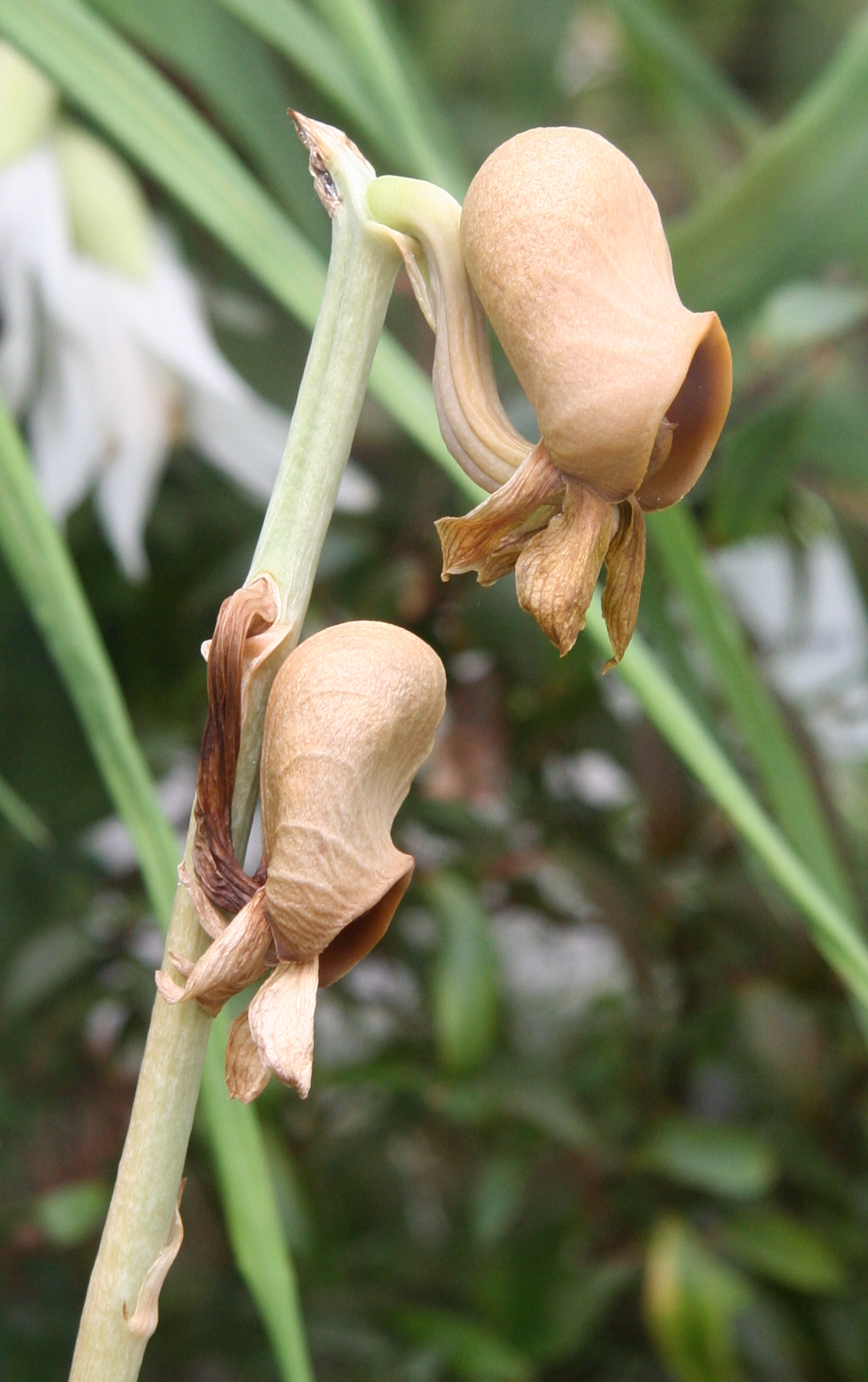